# Schapen
Schapen är en kommun och ort i Landkreis Emsland i förbundslandet Niedersachsen i Tyskland.
Kommunen ingår i kommunalförbundet Samtgemeinde Spelle tillsammans med ytterligare två kommuner.